# Heparin
A heparin egy mukopoliszacharid-polikénsav-észter, glükózamin-N-kénsavból és glükuronsav-kénsav-észterekből áll, amelyek egymással glikozidikus úton kapcsolódnak. A heparin endogén antikoaguláns, amelyet széles körben alkalmaznak véralvadásgátlóként. Természetes formájában polimer.
A heparin a görög hépar (ήπαρ) → latin hepar szóból származik, jelentése máj.

## Hatása
A heparin erős anionos töltéssűrűsége miatt a kationos proteinekkel komplexet alkot, és így azok biológiai tulajdonságait megváltoztatja. Ez elsősorban az antitrombin III-ra (AT III) vonatkozik, ami olyan alfa2-globulin, aminek inhibitor-reakciósebessége ezáltal a sokszorosára nő. A heparinnak tehát katalizátor szerepe van, amelynek során az AT III a szerinproteázoknak az alvadási folyamatban részt vevő egyes enzimekhez való kötődését gátolja. Ezáltal nem csak a trombint (IIa), hanem a XIIa, IXa, Xa, VIIa aktivált faktorokat és a kallikreint is inaktiválja. Az inaktiválás a dózistól függ. A VIIa viszonylag érzéketlen, a IIa (trombin) azonban különösen érzékeny a heparin-AT III komplexre. AT III-mal való sebességét már alacsony heparin-dózisok gyorsítják, a IIa (trombin) és Xa faktorokat inaktiválják. Így magyarázható a kis dózisú (low dose) heparin profilaktikus hatása a tromboemboliás betegségek megelőzésében. Az alvadásgátló hatás függ az AT III és a fibrinogén koncentrációjától. Azonkívül magas heparindózisok inaktiválják a feleslegben képződött trombint és így megakadályozzák a fibrin fibrinogénné alakulását. Heparin befolyásolja a trombocita-funkciókat. Gátolja a tromboplastin és trombin aktivitást, a már kialakult trombusok feloldódását elősegíti.
Továbbá a heparinnak lipolízist segítő hatása is van, aminek során a clearing-faktort aktiválja és a lipoproteinlipáznak az endothelsejtekből történő felszabadulását is katalizálja, ezáltal a plazmában a nagy molekulájú chylomikronokat szolubilizálja. A heparin allergiás és anafilaxiás reakciókban is részt vesz. A hízósejtekben a hisztamin, a heparin és egy kofaktor között ionos kötés van, amiből a heparint a hízósejtek degranulálásakor hisztamin-felszabadítók szabadítják fel. Továbbá a heparin mint makroanion enzimrendszerek sorát gátolja, ill. aktiválja, pl. a hialuronidázt, a hisztaminázt és a ribonukleázokat.
A VIII. Magyar Gyógyszerkönyvben két formája hivatalos:
| Heparin-kalcium | Heparinum calcicum |
| Heparin-nátrium | Heparinum natricum |

## Védjegyezettnevű készítmények
- HEPARIBENE CA 20000
- HEPARIBENE NA 25000
- HEPARIN "BIOCHEM" 5000NE
- HEPARIN AL 30000 GÉL

- Lioton 100000 gél (Berlin-Chemie)

Egy heparin hatóanyagú, gél halmazállapotú gyógyszer. Alkalmazása olyan kóros, gyulladásos vagy sérüléses eredetű bőrelváltozásokban javallt önmagában vagy egyéb kezeléssel kiegészítve, amelyekben a helyi kezelés duzzadást (exszudációt, ödémát) csökkentő, véralvadást, illetve gyulladást gátló hatásától pozitív eredmény várható. Használata elsősorban a vénák belgyógyászati, érsebészeti, balesetsebészeti és ortopédiai jellegű gyulladásos megbetegedései esetén javasolt.